# Palazzo Zacco al Prà
Palazzo Zacco al Prà è un palazzo cinquecentesco di Padova.
La costruzione della monumentale residenza fu iniziata il 19 dicembre 1555 su commissione di Marco, esponente della casata patavina degli Zacco, che sarà annoverata nel patriziato veneto nel 1653. L'edificio venne progettato da Andrea Moroni, probabilmente inglobando costruzioni preesistenti. L'edificazione fu rapida, e nel 1557 fu occupato dai proprietari.
Posto in una posizione scenografica, accanto al palazzo Grimani, chiude in maniera suggestiva il lato nord ovest dell'invaso del Pra' della Valle. Gli Zacco lo occuparono attivamente, passando poi ai Mocenigo nel corso del XVIII secolo. Uno degli ultimi grandi eventi fu il soggiorno, ospite della famiglia, dell'imperatore d'Austria Francesco II d'Asburgo e della moglie, Carolina Augusta di Baviera.

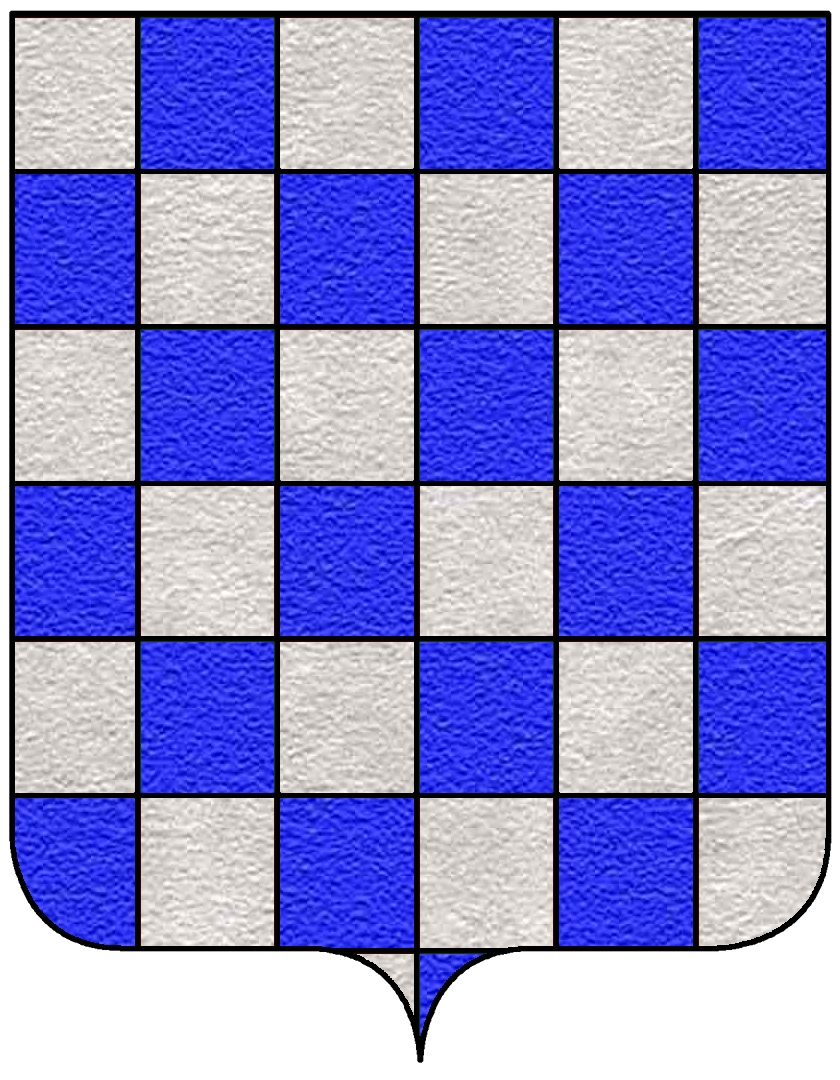
Lo stemma della famiglia Zacco

Nel 1839, il 27 giugno, gli ultimi discendenti degli storici proprietari vendettero l'edificio alla Congregazione mechitarista armena. Quattro anni dopo il palazzo divenne il "Collegio Morat". In seguito la proprietà fu assorbita dal comune di Padova che nel 1904 (2 aprile) lo cedette allo Stato. 
Palazzo Zacco è stato dichiarato “edificio d'interesse artistico” il 24 aprile 1925.
Occupato da vari Comandi Militari, Palazzo Zacco nel 1954 è divenuto sede patavina del Circolo ufficiali.
L'edificio si eleva su sette arcate identiche - mosse da una leggera bugna - che aprono un largo portico dando continuità agli edifici circostanti. Sopra, il piano nobile, illuminato da grandi finestroni racchiusi da poggioli: tre finestroni centrali illuminano il salone. Gli altri, quattro, appaiati racchiudono l'arma degli Zacco. La parte superiore, oltre le finestre dell'ammezzato, è coronato da un complesso e suggestivo gioco di lunette ed obelischi di varie misure e dimensioni.
Internamente soffre di interventi, anche recenti, che hanno snaturato l'impostazione sansovinesca d'origine.